# Bathypsammia tintinnabulum
Bathypsammia tintinnabulum is een rifkoralensoort uit de familie van de Dendrophylliidae. De wetenschappelijke naam van de soort is voor het eerst geldig gepubliceerd in 1868 door Pourtalès.